# Hannoverscher Sportverein von 1896 2015-2016

## Rosa
| N. |                      | Ruolo | Calciatore          |
| -- | -------------------- | ----- | ------------------- |
| 1  | Germania (bandiera)  | P     | Ron-Robert Zieler   |
| 2  | Danimarca (bandiera) | D     | Leon Andreasen      |
| 3  | Cile (bandiera)      | D     | Miiko Albornoz      |
| 4  | Giappone (bandiera)  | D     | Hiroki Sakai        |
| 5  | Senegal (bandiera)   | D     | Salif Sané          |
| 6  | Turchia (bandiera)   | C     | Ceyhun Gülselam     |
| 7  | Germania (bandiera)  | C     | Edgar Prib          |
| 8  | Germania (bandiera)  | C     | Manuel Schmiedebach |
| 9  | Polonia (bandiera)   | A     | Artur Sobiech       |
| 10 | Giappone (bandiera)  | C     | Hiroshi Kiyotake    |
| 11 | Germania (bandiera)  | C     | Felix Klaus         |
| 13 | Germania (bandiera)  | P     | Philipp Tschauner   |
| 14 | Francia (bandiera)   | A     | Allan Saint-Maximin |
| 15 | Germania (bandiera)  | C     | Andre Hoffmann      |
| 16 | Giappone (bandiera)  | C     | Hotaru Yamaguchi    |
| 17 | Danimarca (bandiera) | A     | Uffe Manich Bech    |

| N. |                        | Ruolo | Calciatore          |
| -- | ---------------------- | ----- | ------------------- |
| 19 | Germania (bandiera)    | D     | Christian Schulz    |
| 20 | Brasile (bandiera)     | D     | Felipe              |
| 21 | Germania (bandiera)    | C     | Marius Wolf         |
| 22 | Portogallo (bandiera)  | A     | Hugo Almeida        |
| 24 | Svezia (bandiera)      | D     | Alexander Milošević |
| 26 | Turchia (bandiera)     | A     | Kenan Karaman       |
| 27 | Germania (bandiera)    | D     | Vladimir Rankovic   |
| 28 | Ungheria (bandiera)    | A     | Ádám Szalai         |
| 29 | Germania (bandiera)    | D     | Oliver Sorg         |
| 30 | Austria (bandiera)     | P     | Samuel Radlinger    |
| 31 | Germania (bandiera)    | D     | Waldemar Anton      |
| 33 | Germania (bandiera)    | C     | Mike-Steven Bähre   |
| 34 | Germania (bandiera)    | C     | Tim Dierßen         |
| 35 | Paesi Bassi (bandiera) | A     | Charlison Benschop  |
| 38 | Kosovo (bandiera)      | A     | Valmir Sulejmani    |
| 40 | Germania (bandiera)    | P     | Timo Königsmann     |

## Organigramma societario
Area tecnica
- Allenatore: Daniel Stendel
- Allenatore in seconda: Christoph Dabrowski, Jan-Moritz Lichte
- Preparatore dei portieri: Jörg Sievers
- Preparatori atletici: Edward Kowalczuk, Timo Rosenberg

## Risultati

### Bundesliga

#### Girone di andata
| Arbitro: | Brych |

|                 |           |                              |
| Heller 31’, 54’ | Marcatori | 48’ Benschop 62’ (aut.) Sulu |

| Arbitro: | Stark |

|  |           |                |
|  | Marcatori | 18’ Çalhanoğlu |

| Arbitro: | Sippel |

|                         |           |  |
| Mutō 15’, 29’ Malli 47’ | Marcatori |  |

| Arbitro: | Siebert |

|                  |           |                                                                    |
| Sobiech 18’, 53’ | Marcatori | 35’ (rig.), 85’ (rig.) Aubameyang 44’ Mxit'aryan 67’ (aut.) Felipe |

| Arbitro: | Dingert |

|                                 |           |  |
| Esswein 29’ Verhaegh 32’ (rig.) | Marcatori |  |

| Arbitro: | Stegemann |

|             |           |                                  |
| Karaman 14’ | Marcatori | 16’ Gentner 18’ Werner 90’ Maxim |

| Arbitro: | Aytekin |

|          |           |              |
| Dost 40’ | Marcatori | 57’ Kiyotake |

| Arbitro: | Sippel |

|          |           |  |
| Sané 55’ | Marcatori |  |

| Arbitro: | Dankert |

|  |           |               |
|  | Marcatori | 38’ Andreasen |

| Arbitro: | Zwayer |

|           |           |                   |
| Klaus 51’ | Marcatori | 57’, 65’ Stendera |

| Arbitro: | Stegemann |

|                |           |                              |
| Gregoritsch 6’ | Marcatori | 59’ (rig.) Kiyotake 67’ Sané |

| Arbitro: | Dingert |

|                     |           |                            |
| Kiyotake 70’ (rig.) | Marcatori | 33’, 60’, 87’ (rig.) Kalou |

| Arbitro: | Brych |

|                        |           |             |
| Traoré 34’ Raffael 84’ | Marcatori | 65’ Sobiech |

| Arbitro: | Stieler |

|                                               |           |  |
| Marcelo 5’ Andreasen 11’ Karaman 24’ Bech 85’ | Marcatori |  |

| Arbitro: | Stark |

|                                            |           |                   |
| Geis 51’ (rig.) Huntelaar 73’ Di Santo 82’ | Marcatori | 81’ Saint-Maximin |

| Arbitro: | Drees |

|            |           |  |
| Schmid 30’ | Marcatori |  |

| Arbitro: | Gräfe |

|  |           |                   |
|  | Marcatori | 40’ (rig.) Müller |

#### Girone di ritorno
| Arbitro: | Aytekin |

|             |           |                 |
| Almeida 10’ | Marcatori | 31’, 48’ Wagner |

| Arbitro: | Welz |

|                                        |           |  |
| Kießling 44’ Hernández 63’ (rig.), 87’ | Marcatori |  |

| Arbitro: | Hartmann |

|  |           |           |
|  | Marcatori | 24’ Jairo |

| Arbitro: | Perl |

|                |           |  |
| Mxit'aryan 57’ | Marcatori |  |

| Arbitro: | Siebert |

|  |           |         |
|  | Marcatori | 14’ Koo |

| Arbitro: | Stegemann |

|            |           |                 |
| Werner 18’ | Marcatori | 32’, 83’ Schulz |

| Arbitro: | Dankert |

|  |           |                                    |
|  | Marcatori | 36’, 59’, 62’ Schürrle 69’ Draxler |

| Arbitro: | Zwayer |

|                                                    |           |             |
| Bartels 18’ Pizarro 26’ Selassie 56’ Junuzović 67’ | Marcatori | 45’ Karaman |

| Arbitro: | Sippel |

|  |           |                      |
|  | Marcatori | 43’, 61’ Bittencourt |

| Arbitro: | Stark |

|                |           |  |
| Ben-Hatira 33’ | Marcatori |  |

| Arbitro: | Hartmann |

|  |           |                                    |
|  | Marcatori | 61’ Cléber 73’ Iličević 75’ Müller |

| Arbitro: | Brand |

|                       |           |                              |
| Ibišević 3’ Kalou 72’ | Marcatori | 18’ Sobiech 58’ Schmiedebach |

| Arbitro: | Schmidt |

|                       |           |  |
| Anton 49’ Sobiech 60’ | Marcatori |  |

| Arbitro: | Stegemann |

|                          |           |                        |
| Morales 10’ Hartmann 25’ | Marcatori | 58’ Sakai 82’ Kiyotake |

| Arbitro: | Perl |

|             |           |                                            |
| Sobiech 20’ | Marcatori | 11’ Choupo-Moting 45’ Huntelaar 80’ Schöpf |

| Arbitro: | Stark |

|              |           |  |
| Kiyotake 28’ | Marcatori |  |

| Arbitro: | Kircher |

|                                |           |             |
| Lewandowski 12’ Götze 28’, 54’ | Marcatori | 66’ Sobiech |

### Coppa di Germania
| Arbitro: | Alt |

|  |           |                      |
|  | Marcatori | 16’ Sané 90’ Karaman |

| Arbitro: | Siebert |

|                     |           |             |
| Sulu 74’ Wagner 79’ | Marcatori | 75’ Sobiech |

## Statistiche

### Statistiche di squadra
| Competizione      | Punti | In casa | In casa | In casa | In casa | In casa | In casa | In trasferta | In trasferta | In trasferta | In trasferta | In trasferta | In trasferta | Totale | Totale | Totale | Totale | Totale | Totale | DR  |
| Competizione      | Punti | G       | V       | N       | P       | Gf      | Gs      | G            | V            | N            | P            | Gf           | Gs           | G      | V      | N      | P      | Gf     | Gs     | DR  |
| ----------------- | ----- | ------- | ------- | ------- | ------- | ------- | ------- | ------------ | ------------ | ------------ | ------------ | ------------ | ------------ | ------ | ------ | ------ | ------ | ------ | ------ | --- |
| Bundesliga        | 25    | 17      | 4       | 0       | 13      | 15      | 30      | 17           | 3            | 4            | 10           | 16           | 32           | 34     | 7      | 4      | 23     | 31     | 62     | -31 |
| Coppa di Germania | -     | 0       | 0       | 0       | 0       | 0       | 0       | 2            | 1            | 0            | 1            | 3            | 2            | 2      | 1      | 0      | 1      | 3      | 2      | +1  |
| Totale            | -     | 17      | 4       | 0       | 13      | 15      | 30      | 19           | 4            | 4            | 11           | 19           | 34           | 36     | 8      | 4      | 24     | 34     | 64     | -30 |

### Andamento in campionato
| Giornata  | 1 | 2  | 3  | 4  | 5  | 6  | 7  | 8  | 9  | 10 | 11 | 12 | 13 | 14 | 15 | 16 | 17 | 18 | 19 | 20 | 21 | 22 | 23 | 24 | 25 | 26 | 27 | 28 | 29 | 30 | 31 | 32 | 33 | 34 |
| --------- | - | -- | -- | -- | -- | -- | -- | -- | -- | -- | -- | -- | -- | -- | -- | -- | -- | -- | -- | -- | -- | -- | -- | -- | -- | -- | -- | -- | -- | -- | -- | -- | -- | -- |
| Luogo     | T | C  | T  | C  | T  | C  | T  | C  | T  | C  | T  | C  | T  | C  | T  | T  | C  | C  | T  | C  | T  | C  | T  | C  | T  | C  | T  | C  | T  | C  | T  | C  | C  | T  |
| Risultato | N | P  | P  | P  | P  | P  | N  | V  | V  | P  | V  | P  | P  | V  | P  | P  | P  | P  | P  | P  | P  | P  | V  | P  | P  | P  | P  | P  | N  | V  | N  | P  | V  | P  |
| Posizione | 9 | 12 | 16 | 16 | 16 | 18 | 18 | 17 | 14 | 15 | 14 | 15 | 15 | 14 | 14 | 16 | 17 | 18 | 18 | 18 | 18 | 18 | 18 | 18 | 18 | 18 | 18 | 18 | 18 | 18 | 18 | 18 | 18 | 18 |

Legenda:

Luogo: C = Casa; T = Trasferta. Risultato: V = Vittoria; N = Pareggio; P = Sconfitta.

### Statistiche dei giocatori
| Giocatore          | Bundesliga | Bundesliga | Bundesliga  | Bundesliga | Coppa di Germania | Coppa di Germania | Coppa di Germania | Coppa di Germania | Totale   | Totale | Totale      | Totale     |
| Giocatore          | Presenze   | Reti       | Ammonizioni | Espulsioni | Presenze          | Reti              | Ammonizioni       | Espulsioni        | Presenze | Reti   | Ammonizioni | Espulsioni |
| ------------------ | ---------- | ---------- | ----------- | ---------- | ----------------- | ----------------- | ----------------- | ----------------- | -------- | ------ | ----------- | ---------- |
| T. Königsmann      | -          | -          | -           | -          | -                 | -                 | -                 | -                 | -        | -      | -           | -          |
| S. Şahin-Radlinger | -          | -          | -           | -          | -                 | -                 | -                 | -                 | -        | -      | -           | -          |
| P. Tschauner       | -          | -          | -           | -          | -                 | -                 | -                 | -                 | -        | -      | -           | -          |
| R. Zieler          | 34         | 0          | 3           | 0          | 2                 | 0                 | 0                 | 0                 | 36       | 0      | 3           | 0          |
| M. Albornoz        | 23         | 0          | 1           | 0          | 2                 | 0                 | 1                 | 0                 | 25       | 0      | 2           | 0          |
| W. Anton           | 8          | 1          | 2           | 0          | -                 | -                 | -                 | -                 | 8        | 1      | 2           | 0          |
| F. Arkenberg       | 2          | 0          | 0           | 0          | -                 | -                 | -                 | -                 | 2        | 0      | 0           | 0          |
| Felipe             | 8          | 0          | 2           | 0          | 2                 | 0                 | 0                 | 0                 | 10       | 0      | 2           | 0          |
| A. Milošević       | 10         | 0          | 1           | 0          | -                 | -                 | -                 | -                 | 10       | 0      | 1           | 0          |
| V. Ranković        | -          | -          | -           | -          | -                 | -                 | -                 | -                 | -        | -      | -           | -          |
| H. Sakai           | 26         | 1          | 1           | 0          | 2                 | 0                 | 0                 | 0                 | 28       | 1      | 1           | 0          |
| S. Sané            | 31         | 2          | 8           | 0          | 2                 | 1                 | 1                 | 0                 | 33       | 3      | 9           | 0          |
| C. Schulz          | 25         | 2          | 6           | 0          | 2                 | 0                 | 0                 | 0                 | 27       | 2      | 6           | 0          |
| O. Sorg            | 20         | 0          | 4           | 0          | -                 | -                 | -                 | -                 | 20       | 0      | 4           | 0          |
| L. Andreasen       | 15         | 2          | 4           | 0          | 2                 | 0                 | 1                 | 0                 | 17       | 2      | 5           | 0          |
| T. Dierßen         | 1          | 0          | 0           | 0          | -                 | -                 | -                 | -                 | 1        | 0      | 0           | 0          |
| I. Fossum          | 9          | 0          | 0           | 0          | -                 | -                 | -                 | -                 | 9        | 0      | 0           | 0          |
| C. Gülselam        | 13         | 0          | 8           | 0          | -                 | -                 | -                 | -                 | 13       | 0      | 8           | 0          |
| A. Hoffmann        | 8          | 0          | 2           | 0          | -                 | -                 | -                 | -                 | 8        | 0      | 2           | 0          |
| H. Kiyotake        | 21         | 5          | 0           | 0          | 1                 | 0                 | 0                 | 0                 | 22       | 5      | 0           | 0          |
| F. Klaus           | 18         | 1          | 1           | 0          | 2                 | 0                 | 0                 | 0                 | 20       | 1      | 1           | 0          |
| E. Prib            | 20         | 0          | 3           | 0          | 1                 | 0                 | 0                 | 0                 | 21       | 0      | 3           | 0          |
| N. Bazee           | 5          | 0          | 1           | 0          | -                 | -                 | -                 | -                 | 5        | 0      | 1           | 0          |
| M. Schmiedebach    | 22         | 1          | 4           | 0          | 2                 | 0                 | 0                 | 0                 | 24       | 1      | 4           | 0          |
| H. Yamaguchi       | 6          | 0          | 1           | 0          | -                 | -                 | -                 | -                 | 6        | 0      | 1           | 0          |
| U. Bech            | 11         | 1          | 1           | 0          | 1                 | 0                 | 0                 | 0                 | 12       | 1      | 1           | 0          |
| C. Benschop        | 9          | 1          | 0           | 0          | -                 | -                 | -                 | -                 | 9        | 1      | 0           | 0          |
| H. Almeida         | 7          | 1          | 1           | 0          | -                 | -                 | -                 | -                 | 7        | 1      | 1           | 0          |
| K. Karaman         | 23         | 3          | 1           | 0          | 1                 | 1                 | 0                 | 0                 | 24       | 4      | 1           | 0          |
| A. Saint-Maximin   | 16         | 1          | 1           | 0          | 2                 | 0                 | 0                 | 0                 | 18       | 1      | 1           | 0          |
| A. Sobiech         | 25         | 7          | 3           | 0          | 2                 | 1                 | 0                 | 0                 | 27       | 8      | 3           | 0          |
| V. Sulejmani       | 4          | 0          | 0           | 0          | -                 | -                 | -                 | -                 | 4        | 0      | 0           | 0          |
| Á. Szalai          | 12         | 0          | 2           | 0          | -                 | -                 | -                 | -                 | 12       | 0      | 2           | 0          |
| M. Wolf            | 2          | 0          | 1           | 0          | -                 | -                 | -                 | -                 | 2        | 0      | 1           | 0          |
| M. Bähre           | 1          | 0          | 0           | 0          | -                 | -                 | -                 | -                 | 1        | 0      | 0           | 0          |
| M. Erdinç          | 11         | 0          | 0           | 0          | 2                 | 0                 | 0                 | 0                 | 13       | 0      | 0           | 0          |
| Marcelo            | 19         | 1          | 4           | 0          | -                 | -                 | -                 | -                 | 19       | 1      | 4           | 0          |